# Nam Da-reum
Nam Da-reum (Hangul= 남다름, Hanja= 南多凜, RR= Nam Da-reum; nacido el 13 de junio de 2002) es un actor y modelo surcoreano.

## Biografía
El 24 de noviembre del 2020 su madre anunció por instagram que su hijo había sido aceptado en el departamento de creación de artes escénicas de la Universidad Chung-Ang.
El 8 de febrero de 2022 inició su servicio militar obligatorio.

## Carrera
Desde mayo del 2020 forma parte de la agencia "MAGIQ Entertainment" (마지끄 엔터테인먼트). Previamente formó parte de las agencias "SSGG Company" y "YNK Entertainment" en noviembre de 2016.
Ha aparecido en sesiones fotográficas para "W", entre otros...
En el 2011 apareció en la serie Gye-Baek donde dio vida a Gyo Ki de niño, Papel interpretado por los actores Seo Young-joo dio vida a Gyo-ki de adolescente y Jin Tae-hyun de adulto.  
En 2013 se unió al elenco de la serie principal de la serie The Suspicious Housekeeper donde interpretó a Eun Se-kyul, el tercer hijo mayor de Eun Sang-chul (Lee Sung-jae).
En el 2014 apareció en la serie Big Man donde interpretó a Kang Dong-suk de joven, el actor Choi Daniel interpretó al actor de adulto. Ese mismo año apareció en la serie Pinocchio donde interpretó a Choi Dal-po/Ki Ha-myung de joven, papel interpretado por el actor Lee Jong-suk de adulto.
En 2015 apareció en la serie Splendid Politics donde interpretó a Yi Deok-hyeong de joven, el actor Lee Sung Min dio vida a Deok-hyeong de adulto.
Ese mismo año apareció en la serie Six Flying Dragons donde dio vida a Lee Bang-Won de joven quien poco después se convertiría en el tercer de la dinastía Joseon. Da-reum también interpretó al príncipe Lee Do el cuarto rey de Joseon. El actor Yoo Ah-in dio vida a Bang-won de adulto.
En 2016 apareció como invitado en la popular serie Guardian: The Lonely and Great God (Goblin) donde interpretó a Kim Soo-Bok, un joven que Kim Shin (Gong Yoo) conoce en Canadá cuando lo ayuda y lo aconseja a no huir de casa luego de ser golpeado por su padrastro.
En el 2017 apareció en la serie The King in Love donde interpretó a Wang Won, quien se convierte en el vigésimo sexto rey de la dinastía Goryeo de Corea. Papel interpretado por el cantante y actor Im Si-wan de grande.
En septiembre del mismo año apareció como invitado en la serie While You Were Sleeping donde dio vida a Jung Jae-chan de joven, papel que interpretó el actor Lee Jong-suk de adulto.
En noviembre del mismo año se unió al elenco recurrente de la serie Just Between Lovers donde interpretó a Lee Kang-doo, de joven. Papel interpretado por el actor Lee Jun-ho de adulto.
El 5 de abril del 2019 se unió al elenco principal del drama Beautiful World donde interpretó a Park Sun-ho, un estudiante que está en su último año de la escuela secundaria que se convierte en víctima de violencia escolar, hasta el final de la serie el 25 de mayo del mismo año.
En agosto del mismo año realizó una aparición especial en la serie Hotel Del Luna donde interpretó a un espíritu.
El 17 de octubre de 2020 se unió al elenco de la serie Start-Up donde dio vida a Han Ji-pyeong de joven. El actor Kim Seon-ho interpreta a Ji-pyeong de adulto.
El 2 de julio de 2021 apareció en la película The Eighth Night donde interpretó al joven monje Chung-seok.
El 30 de julio del mismo año se unió al elenco principal de la serie web The Great Shaman Ga Doo-shim (también conocida como "Excellent Shaman Ga Doo Shim") donde dio vida a Na Woo-soo, un estudiante de secundaria casi perfecto que proveniente de una familia rica, con una apariencia atractiva y calificaciones sobresalientes obtiene la habilidad de ver espíritus malignos cuando conoce a Ga Doo-shim (Kim Sae-ron).
El 11 de agosto del mismo año apareció en la película de comedia Sinkhole donde interpretó a Jung Seung-tae, el hijo de Jung Man-soo (Cha Seung-won), un joven que a pesar de no expresar su cariñoso por su padre, lo cuida profundamente.
En abril de 2022 se unirá al elenco de la serie Monstrous donde dará vida a Han Do-kyung, la única persona que no pierde su determinación de ser bueno y que a pesar de querer vivir una vida ordinaria sin mezclarse en incidentes ruidosos, esto cambia cuando se encuentra con el desastre.
Ese mismo año aparecerá en la serie The Sound of Magic (también conocida como "Annarasumanara") donde dará vida a Lee-eul de joven. Papel que interpretará el actor Ji Chang-wook de adulto.

## Filmografía

### Series de televisión
| Año             | Título                                       | Personaje                                 | Notas                              |
| --------------- | -------------------------------------------- | ----------------------------------------- | ---------------------------------- |
| 2021 - presente | The Sound of Magic                           | Lee-eul (de joven)                        |                                    |
| 2022 - presente | Monstrous                                    | Han Do-kyung                              | (serie web)                        |
| 2021            | The Great Shaman Ga Doo-shim                 | Na Woo-soo                                | 12 episodios                       |
| 2021            | Doom at Your Service                         | Park Young-eun (Gwi Gong-ja)              | 6 episodios - (aparición especial) |
| 2020            | Private Life                                 | Kim Jae-wook (de joven)                   | 2 episodios - (aparición especial) |
| 2020            | Start-Up                                     | Han Ji-pyeong (de joven)                  | 2 episodios - (aparición especial) |
| 2020            | A Piece of Your Mind                         | Moon Ha-won (de joven)                    | [ 22 ]                             |
| 2019            | When the Devil Calls Your Name               | Ryu (de joven)                            | ep. #11                            |
| 2019            | Hotel Del Luna                               | Espíritu del Pozo                         | 2 episodios                        |
| 2019            | Beautiful World                              | Park Sun-ho                               | 16 episodios                       |
| 2019            | Goodbye My Life Insurance                    | Min-jae                                   |                                    |
| 2018            | Where Stars Land                             | Kang Ki-chan (joven)                      |                                    |
| 2018            | Come and Hug Me                              | Chae Do-jin (joven)                       |                                    |
| 2018            | Radio Romance                                | Ji Soo-ho (de joven)                      | 5 episodios                        |
| 2017            | Just Between Lovers                          | Lee Kang-doo (de joven)                   | -                                  |
| 2017            | While You Were Sleeping                      | Jung Jae-chan (de joven)                  | -                                  |
| 2017            | The King in Love                             | Wang Won (de joven)                       | episodio #1.6                      |
| 2017            | Bad Thief, Good Thief                        | Jang Min-Jae (de joven)                   | -                                  |
| 2016            | Guardian: The Lonely and Great God (Goblin)  | Kim Soo-Bok                               | 2 episodios                        |
| 2016            | Entourage                                    | Wang-Ho                                   | episodio #1.6                      |
| 2016            | Mirror of the Witch                          | Discípulo de Heo Jun                      | episodio #1.20                     |
| 2016            | Memory                                       | Park Jung-Woo                             | -                                  |
| 2015 - 2016     | Six Flying Dragons                           | Lee Bang-Won (de joven) / Príncipe Lee Do | 6 episodios                        |
| 2015            | Splendid Politics                            | Yi Deok-hyeong (de joven)                 | -                                  |
| 2015            | Heart to Heart                               | Ko Yi-seok (de pequeño)                   |                                    |
| 2014            | Pinocchio                                    | Choi Dal-po / Ki Ha-myung (de joven)      | -                                  |
| 2014            | Big Man                                      | Kang Dong-suk (de joven)                  | -                                  |
| 2014            | Three Days                                   | Han Tae-Kyung (de joven)                  | -                                  |
| 2013            | The Suspicious Housekeeper                   | Eun Se-kyul                               | 20 episodios                       |
| 2013            | Ugly Alert                                   | Kong Hyun-Suk (de joven)                  | -                                  |
| 2012            | The King's Doctor                            | Lee Sung-Ha (de joven)                    | -                                  |
| 2012            | The Chaser                                   | Kang Min-Sung                             | -                                  |
| 2012            | Love Again                                   | Jin-Ho                                    | -                                  |
| 2011            | Saving Mrs. Go Bong-Shil                     | Choi Seung-Yoon                           | -                                  |
| 2011            | You're Here, You're Here, You're Really Here | Ko Chan-Young (de joven)                  | -                                  |
| 2011            | Living in Style                              | Na Hwa-Sung                               | -                                  |
| 2011            | Gye-Baek                                     | Gyo Ki (de niño)                          | -                                  |
| 2010            | Home Sweet Home                              | Lee Min-Jo                                | -                                  |
| 2010            | Dong-Yi                                      | Príncipe Eun-Pyung                        | -                                  |
| 2010            | A Man Called God                             | Choi Kang-Ta (de joven)                   | 2 episodios                        |
| 2009            | Hero                                         | Choi Han-Kyul                             | -                                  |
| 2009            | Soul                                         | Kim Yoon-Oh (de joven)                    | -                                  |
| 2009            | The Partner                                  | Lee Tae-Jo (de joven)                     | -                                  |
| 2009            | Boys Over Flowers                            | Yoon Ji-Hoo (de joven)                    | 2 episodios                        |

### Películas
| Año  | Título                        | Personaje               | Notas                                                                                                 |
| ---- | ----------------------------- | ----------------------- | --- |
| 2021 | Sinkhole                      | Jung Seung-tae          | junto a Cha Seung-won, Lee Kwang-soo, Kim Sung-kyun y Lee Hak-joo                                     |
| 2021 | The Eighth Night              | Chung-seok              | junto a Lee Sung-min, Park Hae-joon, Kim Yoo-jung, Choi Jin-ho y Park Se-hyun                         |
| 2015 | Chronicle of a Blood Merchant | Heo Il-Rak              | junto a Ha Jung-woo, Ha Ji-won, Jang Gwang, Joo Jin-mo, Sung Dong-il y Jung Man-sik                   |
| 2014 | Kundo: Age of the Rampant     | Jo Yoon (de joven)      | junto a Ha Jung-woo, Kang Dong-won, Cho Jin-woong, Lee Sung-min, Ma Dong-seok, Joo Jin-mo y Lee David |
| 2013 | No Breathing                  | Jung Woo Sang (de niño) | junto a Lee Jong Suk, Seo In Guk, Kwon Yuri, Yoon Kyun-sang, Yoo Seung Yong y Kim Bo Min              |

### Videos Musicales
| Año  | Artistas      | Canción          | Notas                        |
| ---- | ------------- | ---------------- | ---------------------------- |
| 2016 | CNBLUE        | "Glory Days"     | apareció en el video musical |
| 2016 | CNBLUE        | "You're So Fine" | apareció en el video musical |
| 2010 | Rizi ft. Suho | "I Cry"          | apareció en el video musical |

### Programas de variedades
| Año  | Programa    | Notas                 |
| ---- | ----------- | --------------------- |
| 2014 | Star Friend | episodio 1 - invitado |

## Premios y nominaciones
| Año  | Categoría          | Premio              | Serie                   | Resultado |
| ---- | ------------------ | ------------------- | ----------------------- | --------- |
| 2018 | Teen Popularity    | KBS Drama Award     | Radio Romance           | Ganó      |
| 2017 | Youth Acting Award | SBS Drama Award     | While You Were Sleeping | gano      |
| 2017 | Best Child Actor   | MBC Drama Award     | The King in Love        | Ganó      |
| 2015 | Best Young Actor   | 4th APAN Star Award | Pinocchio               | Ganó      |